# Делло Руссо, Анна
Анна Делло Руссо (итал. Anna Dello Russo; род. 16 апреля 1962, Бари, Италия) — «свободный» редактор и креативный консультант японского журнала Vogue (он же VOGUE Nippon). Известна как страстный коллекционер модных вещей (в том числе обуви, которой насчитывается порядка 4 000 пар) и ювелирных украшений.

## Биография
Окончила Университет Бари. Анна получила степень бакалавра по специальности итальянской литературы и истории искусств, закончив  в 1986 году в Милане Domus Academy. Делло Руссо начала свою работу в журнале Donna, но вскоре перешла в итальянский Vogue, где заняла должность редактора моды, проработав до 2006 года. С 2000 по 2006 год она также работала в «L’Uomo Vogue» — мужской версии журнала.
Популярность Анне принёс Скотт Шуман, который выкладывал её фотографии в своем блоге как образец эксцентричных и ярких образов.
На данный момент Анна проживает в Италии, где имеет 2 квартиры: одна является местом её жительства, вторая отведена специально для хранения одежды и обуви, которой у Анны насчитывается более 4000 пар.
Эта женщина является одной из самых влиятельных в мире моды. Про её стиль говорят, что он не идёт в сравнение ни с одним другим — уникальный, эпатажный, яркий и фееричный, не оставляет равнодушным ни одного человека из fashion-индустрии.
Помимо работы в журнале Анна также пробовала себя в роли модели: участвовала в показе весенне-летней коллекции Emanuel Ungaro и Lanvin for H&M; в роли стилиста: выпустила аромат «Beyond. The secret of Anna Dello Russo».
На 10-летний юбилей интернет-магазин одежды yoox.com выпустил коллекцию из 10 футболок с изображениями Анны в её запоминающихся нарядах. Коллекция распродана в первый же день.